# Emery Kabongo Kanundowi
Emery Kabongo Kanundowi (* 22. Juli 1940 in Bena-Kazadi-Tshikula) ist kongolesischer Geistlicher und emeritierter römisch-katholischer Bischof von Luebo.

## Leben
Emery Kabongo Kanundowi empfing am 15. August 1969 die Priesterweihe.
Er war von 1982 bis 1987 zweiter Privatsekretär von Papst Johannes Paul II., welcher ihn anschließend am 10. Dezember 1987 zum Erzbischof ad personam von Luebo ernannte. Die Bischofsweihe spendete ihm der Papst persönlich am 6. Januar des folgenden Jahres im Petersdom; Mitkonsekratoren waren Eduardo Martínez Somalo, Substitut des Staatssekretariates, und Giovanni Battista Re, Sekretär der Kongregation für die Bischöfe.
Von seinem Amt trat er am 14. August 2003 zurück.